# الإمبراطورية البيزنطية تحت حكم السلالة الباليولوجية
حُكمت الإمبراطورية البيزنطية من قِبل السلالة الباليولوجية في الفترة الممتدة بين عامي 1261 و1453، وهي الفترة التي شملت استعادة الحكم البيزنطي للقسطنطينية من قِبل الغاصب ميخائيل الثامن باليولوج بعد الاستيلاء عليها من الإمبراطورية اللاتينية، التي تأسست بعد الحملة الصليبية الرابعة (1204)، حتى سقوط القسطنطينية بيد الإمبراطورية العثمانية. تُعرف هذه الفترة، بالإضافة إلى الإمبراطورية النيقية السابقة وفرانكوكراتيا المعاصرة لها، بالإمبراطورية البيزنطية الأخيرة.
منذ البداية، واجه الحكم مشاكل عدة. كان أتراك آسيا الصغرى يغيرون ويتوسعون منذ عام 1263 ضمن المناطق البيزنطية في آسيا الصغرى. فُقدت الأناضول، التي شكلت قلب الإمبراطورية المتضائلة، باستمرار إلى الغزاة الأتراك الكثر، الذين تطورت غاراتهم إلى حملات احتلال ناجمة عن الحميّة الإسلامية ومفهوم تحقيق مكاسب اقتصادية والرغبة بالبحث عن ملجأ من المغول بعد معركة جبل كوسه الكارثية عام 1243. مع مصدر متناقص من الطعام والقوى البشرية، أُجبر الباليولوجيون على القتال على عدة جبهات، معظمها دول مسيحية: الإمبراطورية البلغارية الثانية والإمبراطورية الصربية وفلول الإمبراطورية اللاتينية وحتى فرسان الإسبتارية.
استُكملت خسارة أرضٍ في الشرق للأتراك وللبلغاريين في الغرب، بحربين أهليتين كارثيتين، الموت الأسود وزلزال عام 1354 في غاليبولي، التي سمح دمارها وخلّوها للأتراك باحتلالها. بحلول عام 1380، تألفت الإمبراطورية البيزنطية من العاصمة القسطنطينية وبضعة أراض حبيسة معزولة، اعترفت بالإمبراطور ظاهريًا فقط حاكمًا عليها. على أي حال، سمحت السياسة البيزنطية إلى جانب الاستغلال الحاذق للانقسامات الداخلية والتهديدات الخارجية بين أعدائهم، وغزو الأناضول من قِبل تيمورلنك، لبيزنطة بالبقاء حتى عام 1453. سقطت الفلول الأخيرة من الإمبراطورية البيزنطية وديسبوتية المورة وإمبراطورية طرابزون، بعدها بوقت قصير.
على أي حال، شهدت الفترة الباليولوجية تجديدًا مزدهرًا في مجال الفنون والأدب، فيما دُعي «بالنهضة الباليولوجية». ساعدت هجرة الباحثين البيزنطيين إلى الغرب أيضًا في إشعال فتيل النهضة الإيطالية.

## خلفية تاريخية
عقب الحملة الصليبية الرابعة، تجزأت الإمبراطورية البيزنطية إلى الدول الإغريقية التي خلفتها: نيقيا وإبيروس وطرابزون، مع احتلال عدد كبير من الأملاك الفرنجية واللاتينية لما تبقى، والخاضعة اسميًا للأباطرة اللاتين في القسطنطينية. بالإضافة إلى ذلك، سمح تفكك الإمبراطورية البيزنطية للبلغاريين والصرب وإمارات الأناضول التركمانية المتعددة بتحقيق مكاسب. على الرغم من أن إبيروس كانت أقوى الدول اليونانية الثلاث، كان النيقيون هم من نجحوا في استرداد مدينة القسطنطينية من الإمبراطورية اللاتينية.
نجحت الإمبراطورية النيقية بالحفاظ على نفسها أمام خصومها اللاتين والسلاجقة. في معركة وادي مندار، صُدّت قوة تركية وأدى هجوم سابق على نيقيا إلى وفاة السلطان السلجوقي. في الغرب، لم يتمكن اللاتين من التوسع ضمن الأناضول؛ كان تعزيز تراقيا ضد بلغاريا تحديًا أبقى اللاتين مشغولين خلال فترة الإمبراطورية اللاتينية.
في عام 1261، حُكمت إمبراطورية نيقيا من قِبل يوحنا الرابع لاسكاريس، صبي ذو عشرة أعوام. على أي حال، كان ميخائيل الثامن باليولوج شريك جون الرابع بالحكم الإمبراطوري وطغى عليه أيضًا. كان باليولوج نبيلًا قياديًا ذو مكانة عسكرية والشخصية الرئيسية في حكم جون الرابع، واستخدم هذا الدور لتعزيز نفسه على العرش، وجهز الساحة لدوره القادم إمبراطورًا وحيدًا للإمبراطورية البيزنطية المُستعادة.

## ميخائيل الثامن باليولوج (1261–1282)
في عام 1261، في حين كانت معظم القوات العسكرية للإمبراطورية اللاتينية غائبة عن القسطنطينية، انتهز الجنرال البيزنطي ألكسيوس ستراتيغوبول الفرصة للاستيلاء على المدينة مع 600 جندي. أُخذت تراقيا ومقدونيا وسالونيك من قِبل الإمبراطورية النيقية عام 1246. عقب الاستيلاء على القسطنطينية، أمر ميخائيل بسمل عيني جون الرابع في ديسمبر 1261، حتى يصبح الإمبراطور الوحيد. نتيجة لذلك، نبذ البطريرك أرسينيوس، ميخائيل كنسيًا، لكنه عُزل واستُبدل به جوزيف الأول.

### استعادة القسطنطينية
بذلت الحملة الصليبية الرابعة وما تلاها، الإمبراطورية اللاتينية، الكثير لإضعاف أفضل مدينة في بيزنطة وتحويلها إلى حطام قليل السكان. بدأ ميخائيل الثامن مهمة استعادة العديد من الأديرة والأبنية العامة والمنشآت الدفاعية. جُددت آيا صوفيا، التي نُهبت بشكل مروع في الحملة الصليبية لعام 1204، على الأسلوب الإغريقي الأرثوذكسي. عُزز ميناء كونتوسكاليون وأسوار القسطنطينية ضد حملة جديدة محتملة من قِبل الغرب اللاتيني. بُنيت العديد من المستشفيات ودور العجزة والأسواق والحمامات والشوارع والكنائس، بعضهم تحت رعاية خاصة. حتى أنه بُني جامع جديد لتعويض الذي احترق خلال الحملة الصليبية الرابعة. كانت هذه المحاولات مكلفة وفُرضت ضرائب خانقة على الفلاحين. مع ذلك، نمّت المدينة روابط ثقافية ودبلوماسية جديدة، ولا سيما مع المماليك. امتلك كلاهما أعداء مشتركين؛ تعدِّ اللاتين، ولاحقًا، الأتراك العثمانيون.

### السياسة الخارجية
كانت سلطنة الروم في فوضى وأصبحت لامركزية منذ الغزوات المغولية في نحو عام 1240. وبذلك، لم يكن المسلمون التهديد الأكبر لبيزنطة بل نظرائهم المسيحيون في الغرب – علم ميخائيل الثامن أن البنادقة والفرنجة سيُطلقون من دون شك محاولة أخرى لتأسيس حكم لاتيني في القسطنطينية. أصبح الوضع أسوأ حين غزا شارل الأول كونت أنجو، صقلية وأخذها من سلالة هوهنشتاوفن عام 1266. في عام 1267، أعدّ البابا كليمنت الرابع اتفاقًا، سيحصل من خلاله تشارلز على أرضٍ في الشرق مقابل تقديم المساعدة في حملة عسكرية جديدة على القسطنطينية. كان التأخر في نهاية تشارلز يعني أن ميخائيل الثامن امتلك وقتًا كافيًا للمفاوضة على اتحادٍ بين كنيسة روما وكنيسة القسطنطينية عام 1274، وبالتالي إزالة الدعم البابوي عن غزوٍ للقسطنطينية.
لسوء حظ ميخائيل الثامن، اعتُبر الاتحاد الجديد زائفًا من قِبل خَلَف كليمنت، مارتن الرابع. كانت الكنيسة الإغريقية منبوذة، وأُعطي تشارلز دعم بابوي جديد لاحتلال القسطنطينية. في سبيل مجابهة هذا، دعم ميخائيل الثامن محاولات بيدرو الثالث ملك أراغون في الاستيلاء على صقلية وأخذها من تشارلز. أتت جهود ميخائيل بثمارها مع اندلاع ثورة صلاة الغروب الصقلية، وهي ثورة أطاحت بملك صقلية الأنجوي ونصّبت بيتر الثالث ملك آراغون ملكًا على صقلية عام 1281.
لبقية حياته، شن ميخائيل الحملات لإخراج اللاتينيين من اليونان والبلقان، ولتأمين مكانته أمام البلغاريين. كان ناجحًا إلى حد كبير، استعاد عدة جزر في بحر إيجه، وأسس موطئ قدمٍ في بيلوبونيز، نما ليُصبح ديسبوتية المورة. على أي حال، كان الجانب السلبي هو أن جهود ميخائيل في الغرب قد استهلكت معظم مؤون ورجال الإمبراطورية، وتجاهلت الأقاليم الآسيوية، حيث كان هناك تهديد جديد ومصيري يظهر: بكوية عثمان الأول، الذي استولى بحلول عام 1263 على سوغوت. رغم ذلك، ظلت الحدود مؤمنة نسبيًا، ولم تحدث خسائر كبيرة في آسيا الصغرى خلال حكم ميخائيل.

### السياسة الداخلية
اعتمدت سياسة ميخائيل الثامن الخارجية على الدبلوماسية؛ مع ذلك، كانت مشاريعه في التشييد وحملاته العسكرية ضد اللاتين الباقيين، مكثفة فضلًا عن أنها مكلفة؛ شُكل الجيش النيقي على نموذج جيش الكومنينيون، وفي حين أنه لم يكن بمثل فعاليته، فقد كان عبئًا على الخزينة فحسب. كانت النتيجة فرض ضرائب كبيرة على الفلاحين، وهو أمرٌ استخدمه العثمانيون لاحقًا لصالحهم، إذ استمالوا هؤلاء الفلاحين المنكوبين بالفقر بوعودٍ بضرائب أخفض.
لم يفعل مجمع ليون الثاني والاتحاد الظاهري للكنيستين شيئًا يُذكر لتجنب الاعتداء الكاثوليكي، وفي نفس الوقت أدان التجمع الأرثوذكسي، بقيادة شرائح واسعة من الكهنوت، ميخائيل الثامن بوصفه خائنًا. كانت وفاته عام 1282 بمثابة خلاص للعديد، وحُرم جسده من جنازة أرثوذكسية، نتيجة لسياساته تجاه روما.

### الإرث
كان ميخائيل الثامن إمبراطورًا نشيطًا وطموحًا وقديرًا جدًا، وسّع الإمبراطورية وصانها وجعل من بيزنطة مرة أخرى قوة لا يُستهان بها في المنطقة. كان جيشه، على أي حال، لايزال صغيرًا، واعتُمد على السياسة أكثر من قبل. كان هنالك نظام ضرائب باهظ دعم سياساته الخارجية التوسعية الناجحة والطموحة، بالإضافة إلى الرشاوي والهدايا العديدة لحكام مختلفين. وضع بيزنطة على طريق التعافي، لكن إنجازاته ظلت هشة على نحو خطير.

## لمزيد من الإطلاع
- Evans, Helen C. (2004). Byzantium: faith and power (1261-1557). The Metropolitan Museum of Art. ISBN:1588391132. مؤرشف من الأصل في 2018-11-16.
- Parker, Geoffrey. Compact History of the World. 4th ed. London: Times Books, 2005
- Turnbull, Stephen. The Ottoman Empire 1326 – 1699. New York: Osprey, 2003.
- Haldon, John. Byzantium at War 600 – 1453. New York: Osprey, 2000.
- Healy, Mark. The Ancient Assyrians. New York: Osprey, 1991.
- Bentley, Jerry H., and Herb F. Ziegler. Traditions & Encounters a Global Perspective on the Past. 3rd ed. Vol. 1. New York: McGraw-Hill, 2006.
- Historical Dynamics in a Time of Crisis: Late Byzantium, 1204–1453
- فيليب شيرارد, Great Ages of Man Byzantium, Time-Life Books, 1975
- Maksimović، L. (1988). The Byzantine provincial administration under the Palaiologoi.
- Raybaud, L.P. (1968) Le gouvernement et l’administration centrale de l’empire Byzantin sous les premiers Paléologues (1258-1354). Paris, pp. 202–206

## روابط خارجية
- Byzantine & Christian Museum, The Palaiologan period: The final flowering of Byzantium